# Candice Swanepoel
Candice Susan Swanepoel (Mooi River, província de KwaZulu-Natal, Sud-àfrica, 20 d'octubre de 1988) és una model sud-africana.
Va ser contractada per un dissenyador en un mercat ambulant a Durban als 15 anys, i als 16 anys ja Swanepoel guanyava 40.000 rands (5000 €) per cada dia de treball. És coneguda principalment pel seu treball a Victoria's Secret.
Swanepoel ha aparegut a les portades de les revistes Vogue, Elle i Ocean Drive (Estats Units), i en campanyes de publicitat per Nike, Diesel, Guess? i Versus Eyewear. Swanepoel també ha desfilat a la passarel·la per Tommy Hilfiger, Dolce & Gabbana, Sass and Bide, Betsey Johnson, Diane von Fürstenberg i moltíssims altres dissenyadors; i també per Victoria's Secret els anys 2007, 2008, 2009, 2010, 2011, 2012, 2013, 2014, 2015, 2017. A més d'aparèixer en la publicitat de la marca de llenceria, va ser una model destacada en el catàleg "SWIM" de 2010, 2011, 2012 i 2013.